# Poralia rufescens
Poralia rufescens är en manetart som beskrevs av Ernst Vanhöffen 1902. Poralia rufescens ingår i släktet Poralia och familjen Ulmaridae. Inga underarter finns listade i Catalogue of Life.